# Haedropleura septangularis
Haedropleura septangularis är en snäckart som först beskrevs av Montagu 1803.  Haedropleura septangularis ingår i släktet Haedropleura och familjen Turridae. Inga underarter finns listade i Catalogue of Life.

## Bildgalleri

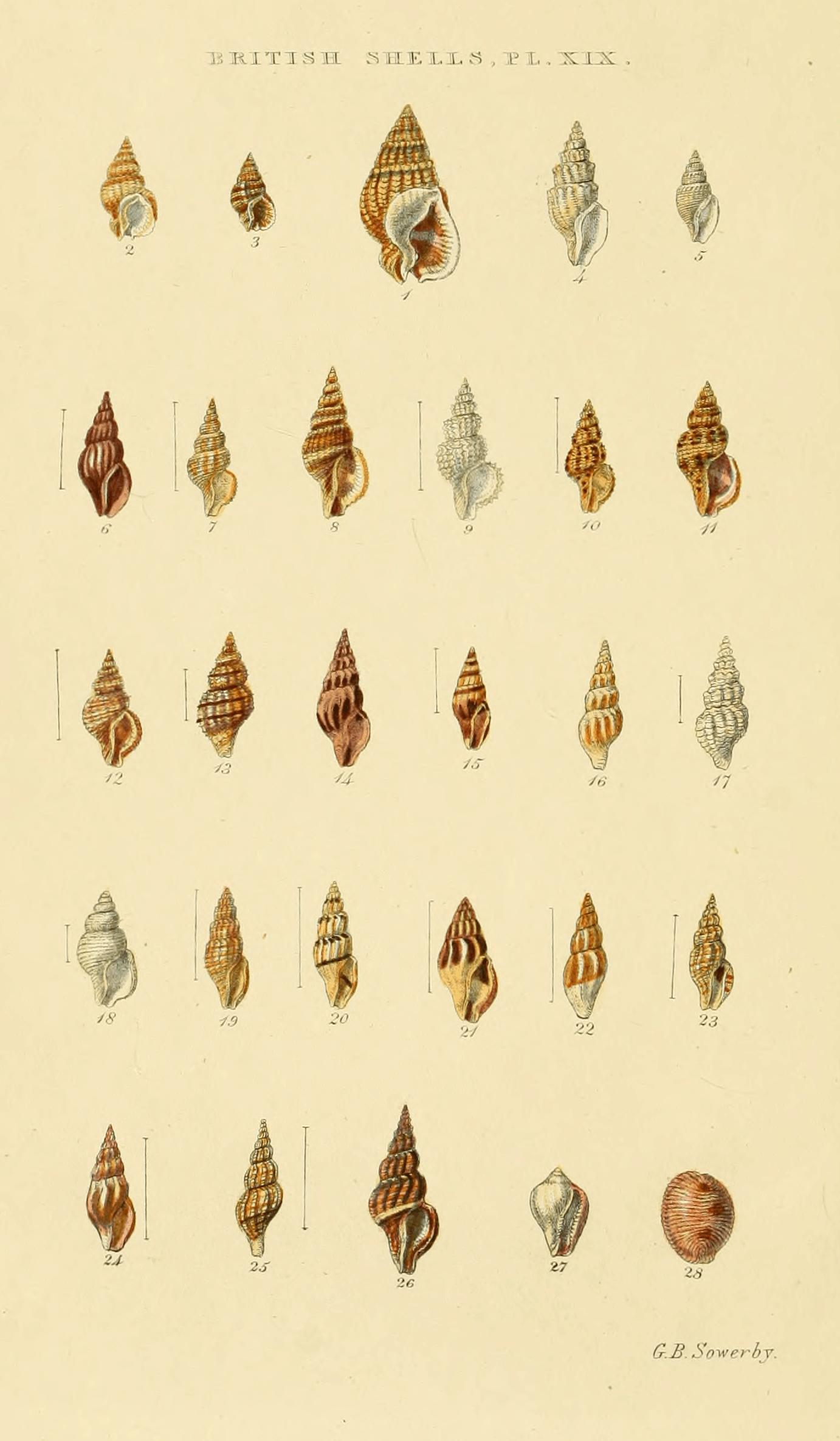